# Theridion rothi
Theridion rothi là một loài nhện trong họ Theridiidae.
Loài này thuộc chi Theridion. Theridion rothi được Herbert Walter Levi miêu tả năm 1959.